# Campeonato de Euskadi del Cuatro y Medio de 2018

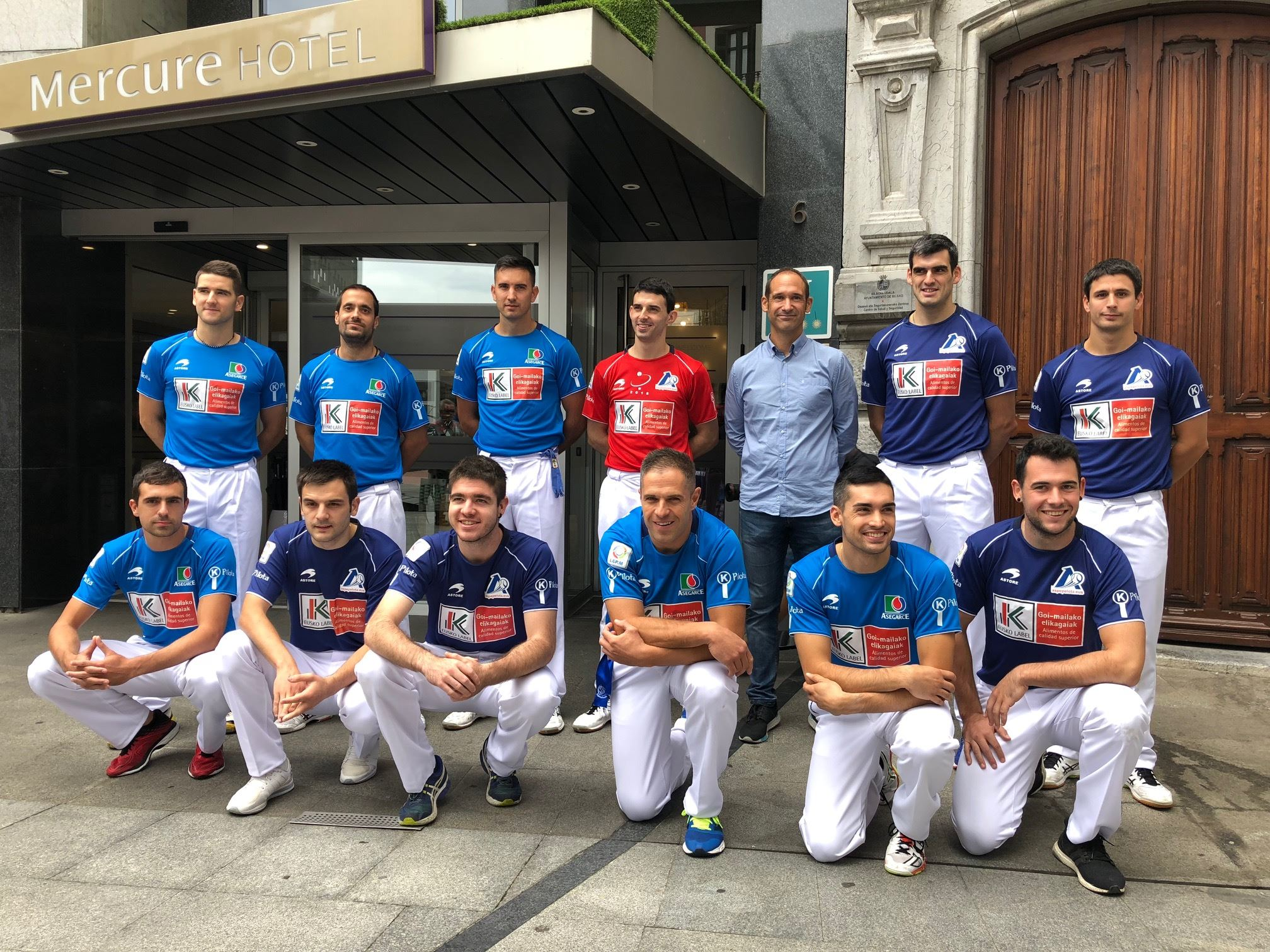
Los jugadores que participaron en la edición 2018.

La XXXV edición del Campeonato de Euskadi del Cuatro y Medio, conocido por motivos publicitarios como Campeonato Eusko Label del Cuatro y Medio, competición de pelota vasca en la variante de pelota mano profesional de primera categoría, que se dispotó en el año 2018. Está organizada conjuntamente por Asegarce y ASPE, las dos principales empresas dentro del ámbito profesional de la pelota a mano. Joseba Ezkurdia se proclamó campeón, consiguiendo así su primer campeonato en una modalidad individual.

## Pelotaris
En negrita los cabezas de serie
| - Pelotaris de Asegarce: - Agirre - Arteaga II - Artola - Bengoetxea VI - Laso - Olaizola II - Urrutikoetxea - Víctor |  | - Pelotaris de ASPE: - Altuna III - Elezkano II - Ezkurdia - Jaka - Irribarria - Retegi BI |

## Ronda previa
| Fecha    | Frontón y localidad         | Rojo   | Azul       | Tanteo |
| -------- | --------------------------- | ------ | ---------- | ------ |
| 28/09/18 | Frontón Izarraitz, Azpeitia | Artola | Arteaga II | 20-22  |
| 28/09/18 | Frontón Izarraitz, Azpeitia | Víctor | Laso       | 22-16  |

## Octavos de final
| Fecha    | Frontón y localidad      | Rojo        | Azul       | Tanteo |
| -------- | ------------------------ | ----------- | ---------- | ------ |
| 05/10/18 | Frontón Burunda, Alsasua | Ezkurdia    | Agirre     | 22-16  |
| 06/10/18 | Frontón Labrit, Pamplona | Retegi BI   | Víctor     | 17-22  |
| 06/10/18 | Frontón Labrit, Pamplona | Jaka        | Arteaga II | 22-11  |
| 07/10/18 | Frontón Beotibar, Tolosa | Elezkano II | Irribarria | 22-11  |

## Liguilla de cuartos de final - Grupo A
| Fecha    | Frontón y localidad                           | Rojo        | Azul        | Tanteo |
| -------- | --------------------------------------------- | ----------- | ----------- | ------ |
| 12/10/18 | Frontón Fernando Garaita, Villarreal de Álava | Ezkurdia    | Víctor      | 22-5   |
| 15/10/18 | Frontón Beotibar, Tolosa                      | Altuna III  | Olaizola II | 22-12  |
| 20/10/18 | Frontón Labrit, Pamplona                      | Olaizola II | Víctor      | 17-22  |
| 21/10/18 | Frontón Atano III, San Sebastián              | Altuna III  | Ezkurdia    | 10-22  |
| 28/10/18 | Frontón Astelena, Éibar                       | Altuna III  | Víctor      | 22-9   |
| 28/10/18 | -                                             | Olaizola II | Ezkurdia    | (1)    |

(1) Cancelado por lesión de Aimar Olaizola

### Clasificación de la liguilla
| Pelotari    | Pelotari | Partidos jugados | Partidos ganados | Partidos perdidos | Tantos a favor | Tantos en contra | Dif. |
| ----------- | -------- | ---------------- | ---------------- | ----------------- | -------------- | ---------------- | ---- |
| Ezkurdia    |          | 2                | 2                | 0                 | 44             | 15               | +29  |
| Altuna III  |          | 3                | 2                | 1                 | 54             | 43               | +11  |
| Víctor      |          | 2                | 1                | 2                 | 36             | 61               | -25  |
| Olaizola II |          | 2                | 0                | 2                 | 29             | 44               | -15  |

## Liguilla de cuartos de final - Grupo B
| Fecha    | Frontón y localidad           | Rojo          | Azul          | Tanteo |
| -------- | ----------------------------- | ------------- | ------------- | ------ |
| 13/10/18 | Frontón Municipal, Arnedo     | Retegi BI*    | Elezkano II   | 22-19  |
| 14/10/18 | Frontón Jaian Jai, Lecumberri | Bengoetxea VI | Urrutikoetxea | 22-14  |
| 19/10/18 | Frontón Municipal, Valmaseda  | Urrutikoetxea | Elezkano II   | 22-5   |
| 22/10/18 | Frontón Beotibar, Tolosa      | Bengoetxea VI | Retegi BI*    | 22-2   |
| 26/10/18 | Frontón Antzizar, Beasáin     | Bengoetxea VI | Elezkano II   | 6-22   |
| 27/10/18 | Frontón Labrit, Pamplona      | Retegi BI*    | Urrutikoetxea | 17-22  |

### Clasificación de la liguilla
| Pelotari      | Pelotari | Partidos jugados | Partidos ganados | Partidos perdidos | Tantos a favor | Tantos en contra | Dif. |
| ------------- | -------- | ---------------- | ---------------- | ----------------- | -------------- | ---------------- | ---- |
| Bengoetxea VI |          | 3                | 2                | 1                 | 50             | 38               | +12  |
| Urrutikoetxea |          | 3                | 2                | 1                 | 58             | 44               | +14  |
| Retegi BI*    |          | 3                | 1                | 2                 | 41             | 63               | -22  |
| Elezkano II   |          | 3                | 1                | 2                 | 46             | 50               | -4   |

## Semifinales
| Fecha     | Frontón y localidad      | Rojo          | Azul          | Tanteo |
| --------- | ------------------------ | ------------- | ------------- | ------ |
| 3/11/2017 | Frontón Labrit, Pamplona | Altuna III    | Bengoetxea VI | 22-16  |
| 4/11/2017 | Frontón Bizkaia, Bilbao  | Urrutikoetxea | Ezkurdia      | 17-22  |

## Tercer y cuarto puesto
| Fecha    | Frontón y localidad      | Rojo          | Azul          | Tanteo |
| -------- | ------------------------ | ------------- | ------------- | ------ |
| 11/11/18 | Frontón Beotibar, Tolosa | Bengoetxea VI | Urrutikoetxea | 21-22  |

## Final
| Fecha    | Frontón y localidad     | Rojo       | Azul     | Tanteo |
| -------- | ----------------------- | ---------- | -------- | ------ |
| 18/11/18 | Navarra Arena, Pamplona | Altuna III | Ezkurdia | 17-22  |